# Butler Ames
Pour les articles homonymes, voir Ames (homonymie).
Butler Ames, né le 22 août 1871 à Lowell (Massachusetts) et mort le 6 novembre 1954 à Tewksbury, est un homme politique, ingénieur, soldat et homme d'affaires américain. 
Il est le fils d'Adelbert Ames et le petit-fils de Benjamin Franklin Butler, tous deux généraux décorés de l'armée de l'Union pendant la guerre de Sécession.

## Biographie
Né à Lowell dans le Massachusetts, Butler Ames fréquente les écoles publiques et la Phillips Exeter Academy, à Exeter dans le New Hampshire, et est diplômé de l'Académie militaire des États-Unis à West Point en 1894. Il démissionne de l' armée américaine après avoir été nommé sous-lieutenant au onzième régiment d'infanterie des États-Uni. Il suit alors un cours de troisième cycle au Massachusetts Institute of Technology, est membre de la fraternité Theta Xi et obtient son diplôme en 1896 en tant qu'ingénieur en mécanique et en électricité.
Il s'engage dans l'industrie manufacturière. Il siège au conseil municipal de Lowell en 1896. Comme son père, il réintègre l'armée pendant la guerre hispano-américaine et est nommé lieutenant et adjudant du sixième régiment d'infanterie volontaire du Massachusetts ; il est nommé officier du génie par intérim du deuxième corps d'armée sous les ordres du général Graham, en plus de ses fonctions d'adjudant. Il est promu lieutenant-colonel en août 1898. Il est administrateur civil du district d'Arecibo à Porto Rico jusqu'en novembre 1898.
Ames devient membre de la Chambre des représentants du Massachusetts de 1897 à 1899 ; élu républicain au cinquante-huitième Congrès et aux quatre Congrès suivants (du 4 mars 1903 au 3 mars 1913), il n'est pas candidat à une nouvelle nomination en 1912. En 1904, il est élu membre honoraire de la Société des Cincinnati du New Hampshire.
Après avoir siégé au Congrès, il reprend ses activités industrielles. Il est président de la United States Cartridge Company (en) et trésorier de la Heinze Electrical Co. de Lowell. A sa mort, il était trésorier et administrateur de la Wamesit Power Co. de Lowell. Il est également administrateur de l'Union Land and Grazing Company de Colorado Springs et vice-président et administrateur d'Ames Textile, également dans le Massachusetts. 
Il est profondément séduit par la Villa Balbianello lors de son premier voyage en Europe en 1911 et décide de l'acquérir. Il faillit la perdre au profit du prince Eithel-Friedrich, fils cadet du Kaiser, en 1914. La villa n'est pas vendue à Eithel-Friedrich en raison d'une loi italienne stipulant que, la villa étant l'un des monuments d'art d'Italie, il avait le droit d'être l'acheteur privilégié à ce prix. Ames remporte sa bataille en 1919, restaurant magnifiquement la villa. Il raconte son histoire sur un dictaphone (qui constitue également une courte autobiographie). La bande est transcrite et sa famille la publie sous forme de livre : Butler Ames and the Villa Balbianello, Lake Como, Italy, An American Oral History. Des essais et des introductions d'Evelyn Ames, Pauline Ames Plimpton, Ezio Antonini, Sarah et George Plimpton, ainsi que des photographies d'époque et le livre d'or illustré de 1920 à 1970 sont ajoutés. Le livre est édité par Oakes Plimpton et imprimé par Hobblebush Press en 2009.
Ames est mort à Tewksbury dans le Massachusetts, en 1954, à l'âge de 83 ans. Il est enterré, avec son père, son grand-père et sa famille élargie, dans le cimetière familial Hildreth, derrière le cimetière principal de Hildreth Street à Lowell.
Ses héritiers vendirent la Villa del Balbianello en 1974 à Guido Monzino. 